# ロングコートダディ
ロングコートダディは、吉本興業（東京本社）所属のお笑いコンビ。NSC大阪校31期生。M-1グランプリ2022第3位、キングオブコント2024準優勝。2025年7月開催 『ダブルインパクト〜漫才&コント 二刀流No.1決定戦〜』準優勝。略称は、ロコディ。

## メンバー
堂前 透（どうまえ とおる、1990年〈平成2年〉1月16日 - ）（35歳）
ネタ作り担当。
身長177 cm。血液型はA型。福井県遠敷郡名田庄村（現：大飯郡おおい町）出身。
ピン芸人時の芸名は堂前タオル。
イラストを趣味・特技としており、単独ライブや自身が主催するライブのフライヤーデザインなどを請け負っている。
チャームポイントは「猫背」、コンプレックスは「ゆがんでしまったアゴ」。
受験勉強をしないで済む方法を考えていた際、たまたま案内を見かけたNSCへ入学した。卒業後に「面白いとかじゃなくて楽そう」と思い、兎を誘ってコンビを結成。兎について「誰にも出せない空気感を出せる時がある。ちょっと手放しにくい逸材」と評している。
『ジュースごくごく倶楽部』というバンドを組んでおり、「堂前タオル」名義でベースを担当している。
猫好きであり、「ハフ」「たかつ」と名付けた2匹の猫を飼っている。
東京ヤクルトスワローズのファン。
同期で福井県住みます芸人・飯めしあがれこにおとは保育園からの幼馴染みで一緒にNSCに入学した。

兎（うさぎ、1988年〈昭和63年〉8月19日 - ）（36歳）
旧芸名及び本名は、髙橋 翔太（たかはし しょうた）。身長175 cm。血液型はO型。岡山県岡山市出身、岡山県立岡山大安寺高等学校卒業。
デビュー当初の芸名は本名と同一だったが「本名がダサい」という理由で、「兎」に改名した。「兎という漢字一文字がかっこいい」という理由で後輩のつーこ（ブービーバービー）が命名。「舞台で一番ハネるように」という願いも込められている。なお、最後まで迷った候補は「桃太郎」。
芸人になった理由は「中学時代が楽しすぎた」から。
堂前について、「相方すごいなって思い始めた」「誰でも堂前の面白さはわかる」と評している。趣味は釣り。
三村マサカズ（さまぁ〜ず）に憧れて芸人になった。
　同期の飯めしあがれこにおとは相方の
　堂前よりも仲良し。

## 略歴
- 2009年結成。デビューして間も無い頃のコンビ名は「カレー」だったが、東京にも同じ名前のコンビがいたことで「ソテー」に改名。さらにそこから現在のコンビ名に改名した。「ロングコートダディ」は、兎がロングコートを着たおじさんを見て思いついた[8]。
- 2012年9月に一度解散するも、2013年1月に再結成した。解散も再結成も兎からの持ちかけで、解散して再結成までの堂前はピンで活動していた[9]。
- 2017年3月3日にニコニコ生放送にて『ロングコートダディのゲームやるっす!おっす!』というタイトルでゲーム実況を生配信、以降不定期で配信を続けている。2018年1月13日の配信からはYouTube Liveのよしもと大阪芸人チャンネルでの配信に切り替わっている。
- 2017年、『新しい波24』（フジテレビ）のメンバーに選ばれる。
- 2019年にはキングオブコントで初めて準決勝まで進出。M-1グランプリでも同年に初めて準決勝に進出[10]。
- 2020年、キングオブコントで初の決勝進出。
- 2021年4月より、見取り図の後任として「夕方 NMB48＋」（LINE LIVE）の三代目MCに就任。
- 2021年10月より、見取り図の後任として「EVER GREEN」（関西テレビ）のMCに就任。
- 2021年12月、M-1グランプリにて初の決勝進出を果たす[11]。結果は7番目の出順で最終成績は4位[12]。
- 2022年10月、キングオブコントで2回目の決勝進出。
- 2022年12月、M-1グランプリにて2年連続2回目の決勝進出。最終決戦に進み、結果は3位。同年内にキングオブコントとM-1の両大会にて決勝進出したのはモンスターエンジン（2009年）、ピース・ジャルジャル（共に2010年）、かまいたち（2017年）、ニューヨーク（2020年）に続き史上6組目となった。
- 2023年2月、所属していたよしもと漫才劇場を卒業し、同年4月より活動拠点を大阪から東京へ移すことを正式に発表。
- 2024年10月、キングオブコントで3回目の決勝進出。トップバッターで475点を獲得し初めて最終決戦まで進出した。2本目は471点を獲得、472点を獲得したラブレターズに敗れる形で準優勝を納めた[1]。
- 2025年7月、 『ダブルインパクト〜漫才&コント 二刀流No.1決定戦〜』の第1回大会において決勝進出。ファーストインパクトにおいてはコントを披露し、470点を記録し、暫定2位となる。セカンドインパクトでは漫才を披露し、477点を記録した。セカンドのみでは1位であったが、合計得点でニッポンの社長に敗れ、準優勝となった。

## 芸風
- コント・漫才ともに独特のゆるい雰囲気が持ち味。
  - 上記の特徴もあり、キャッチコピーは「笑いの常識脱ぎ捨てる!脱力系漫才」（ytv漫才新人賞選考会）、「見るものを和ませる ゆったり系コントワールド」（デリ芸）、「脱力系技巧派マイスター」（キングオブコント2020）、「やわらかハード」（M-1グランプリ2021）、「ゆるハイブリッド」（M-1グランプリ2022）など、ゆるさを強調するものが多い。
- ネタによってボケ・ツッコミは変わる。
- 2017年6月10日放送の『マヨなか笑人』（読売テレビ）の「漫才師の本音を語れ! 他のコンビ気になんねんサミット」において橋本直（銀シャリ）のオススメ芸人として出演した際、「漫才が柔らかい感じで新しい、見ると優しい気持ちにもなれる」と評価された。

## エピソード
- セルライトスパ、ニッポンの社長と共に「関西コント保安協会」というイベントを開催している[13]。
- M-1グランプリ2021予選大会中にコンビ揃って新型コロナウイルスに感染するも、ギリギリの日程で準々決勝東京予選に参加。その後、初の決勝進出を果たす。
- プライベートで食事に行ったり毎年お互い誕生日プレゼントを贈り合うなど、コンビ仲の良さで有名。2023年には堂前が兎にダイヤモンドをプレゼントした。

## 受賞歴
- 2019年 - 第4回 上方漫才協会大賞 文芸部門賞
- 2021年 - ゲーム実況-1グランプリ 優勝
- 2022年 - カーネクスト presents オールザッツ漫才 真夏のゴールデンSP 1分ネタ頂上決戦 優勝

## 賞レースでの戦績

### M-1グランプリ
| 年度（回）       | 結果         | エントリー No. | 備考                                                               |
| ---------------- | ------------ | -------------- | ------------------------------------------------------------------ |
| 2010年（第10回） | 1回戦敗退    | 1088           |                                                                    |
| 2015年（第11回） | 3回戦進出    | 1525           |                                                                    |
| 2016年（第12回） | 準々決勝進出 | 1725           |                                                                    |
| 2017年（第13回） | 準々決勝進出 | 3487           |                                                                    |
| 2018年（第14回） | 準々決勝進出 | 2193           |                                                                    |
| 2019年（第15回） | 準決勝進出   | 2901           | 予選25位、敗者復活戦15位                                           |
| 2020年（第16回） | 準決勝進出   | 729            | 敗者復活戦10位                                                     |
| 2021年（第17回） | 決勝4位      | 4141           | 決勝キャッチフレーズ「やわらかハード」                             |
| 2022年（第18回） | 決勝3位      | 4948           | 決勝キャッチフレーズ「ゆるハイブリッド」 ファーストラウンド2位通過 |
| 2023年（第19回） | 準決勝進出   | 4226           | 敗者復活戦進出                                                     |
| 2024年（第20回） | 準決勝進出   | 7761           | 準々決勝敗退後、TVerワイルドカード枠で復活 ラストイヤー            |

### キングオブコント
| 年度（回）       | 結果         | 備考                                                                     |
| ---------------- | ------------ | ------------------------------------------------------------------------ |
| 2009年（第2回）  | 1回戦敗退    | 「カレー」時代に出場                                                     |
| 2010年（第3回）  | 1回戦敗退    |                                                                          |
| 2011年（第4回）  | 1回戦敗退    |                                                                          |
| 2012年（第5回）  | 準々決勝進出 |                                                                          |
| 2013年（第6回）  | 1回戦敗退    |                                                                          |
| 2014年（第7回）  | 2回戦進出    |                                                                          |
| 2015年（第8回）  | 2回戦進出    |                                                                          |
| 2016年（第9回）  | 2回戦進出    |                                                                          |
| 2017年（第10回） | 準々決勝進出 |                                                                          |
| 2018年（第11回） | 準々決勝進出 |                                                                          |
| 2019年（第12回） | 準決勝進出   |                                                                          |
| 2020年（第13回） | 決勝7位      | 決勝キャッチフレーズ「脱力系技巧派マイスター」                           |
| 2021年（第14回） | 準決勝進出   |                                                                          |
| 2022年（第15回） | 決勝7位      | 決勝キャッチフレーズ「天下御免の小競り合い」                             |
| 2023年（第16回） | 準決勝欠場   | 体調不良のため欠場、動画審査なし                                         |
| 2024年（第17回） | 決勝2位      | 決勝キャッチフレーズ「無冠のコントジーニアス」 ファーストラウンド2位通過 |

### ytv漫才新人賞
| 回（年）             | 結果       | 備考                               |
| -------------------- | ---------- | ---------------------------------- |
| 第4回（2014-2015年） | 選考会敗退 | ROUND2 7位                         |
| 第5回（2015-2016年） | 選考会敗退 | ROUND1 11位                        |
| 第6回（2016-2017年） | 選考会敗退 | ROUND2 4位、ROUND3 14位            |
| 第7回（2017-2018年） | 決定戦4位  | ROUND1 2位通過                     |
| 第8回（2018-2019年） | 選考会敗退 | ROUND1 3位、ROUND2 3位、ROUND3 7位 |

### その他
2014年
- THE MANZAI 認定漫才師

2017年
- 第38回 ABCお笑いグランプリ 第3位
- 第6回 MBSラジオ演芸ヤングスネーク杯 優勝

2018年
- 第48回 NHK上方漫才コンテスト出場

2021年
- キングオブう大 優勝

2022年
- 第57回 上方漫才大賞 奨励賞ノミネート

2023年
- 第58回 上方漫才大賞 奨励賞ノミネート

2024年
- 第59回 上方漫才大賞 奨励賞ノミネート

2025年
- 第1回 ダブルインパクト 準優勝

## 出演

### 現在の出演番組

#### テレビ
- ロングコートダディのつるつるいっぱい学園（BSよしもと、2023年6月11日 - ） - 冠番組
- ラヴィット!（TBSテレビ、2023年10月4日 - ）- 水曜隔週レギュラー

### 過去の出演番組

#### テレビ
- 関西コント保安協会（朝日放送テレビ、2021年7月4日） - メインキャスト[35]
- おかわりコント学園（読売テレビ、2021年7月13日、2022年8月6日） - メインキャスト[36][37]

- EVER GREEN（関西テレビ（カンテレ）、2021年10月3日 - 2023年6月25日 GIレース開催中の日曜日） - メインキャスト

- Cheeky's a GoGo!（BSよしもと、2022年5月27日 - 2023年5月5日） - 毎週金曜日「ロングコートダディのつるつるいっぱい学園」コーナーレギュラー[38]
- ロングコートダディ・ニッポンの社長のぼちぼちストレンジャーズ（GAORA、2022年6月17日 - 2023年5月27日 ）
- 週刊オオギリマガジン（朝日放送テレビ、2022年7月25日 - 10月3日） - MC[39]
- VSウエストランド（朝日放送テレビ、2023年1月22日 - 3月26日） - 兎のみ、ナレーション
- 妻がこっそり潜入。アイツの行きつけ（関西テレビ、2023年2月6日、13日） - 堂前のみ、MC[40]
- 緩芸（かんげい）!ロングコートダディさま（北海道テレビ、2023年3月31日）[41]
- 1時50分からはスローでイージーなルーティーンで（関西テレビ、2023年4月3日 - 9月25日・9月29日） - 月曜日MC
- world HOMERUN Factory 〜目指せ!世界のヒットメーカー〜（BSよしもと、2023年10月28日 - 2024年3月30日）[42]
- うま活（関西テレビ（カンテレ）、2023年10月1日 -2024年12月22日 GIレース開催中の日曜日 ） - メインキャスト
- うさいしきんのマイマップ（BSよしもと、2025年7月6日）- 兎のみ[43]

### テレビドラマ
- 帰ってきたぞよ!コタローは1人暮らし 第4話（2023年5月6日、テレビ朝日） - 本人 役[44]
- さよならマエストロ〜父と私のアパッシオナート〜 第4話（2024年2月4日、TBS） - レストランのシェフ 役（兎）[45]

### 映画
- ネムルバカ（2025年3月20日、ポニーキャニオン） - 仲崎 役（兎）[46][47]

### 舞台
- 超ハジケステージ☆ボボボーボ・ボーボボ（2024年10月23日 - 10月31日、シアター1010） - ところ天の助 役（兎）[48]
- 舞台「AGASA-アガサ-」完璧な殺人鬼（2024年12月11日、EX THEATER ROPPONGI） -（兎）[49]

### CM
- ダスキン
  - 「くらしのリズムを整えよう・除菌モップ・ご近所さん篇」 -（兎）
  - 「抗菌モップ・手軽で安心篇」 -（兎）
  - 「モップ・新生活とついついモップ篇」 - （堂前）
- 眞露「JINRO」
  - 「JINROで餃子いただきます編」・「JINROでお刺身いただきます編」（2022年10月12日 - ） -（堂前）（吉岡里帆と共演）[50]

### ラジオ
- 無理なくつづく（FM大阪、2021年10月3日、2022年3月6日、2022年8月7日、2023年2月12日）[51]
- ロングコートダディのオールナイトニッポン0(ZERO)（ニッポン放送、2022年6月26日[52]、2023年4月22日)
- ロングコートダディのオールナイトニッポン0(ZERO)（ニッポン放送、2024年11月)-月曜月替わりパーソナリティー

### インターネット配信
- 夕方 NMB48＋（Fanny online 、2021年4月 - 2023年3月 ）
- ロングコートダディの無理しないで!（Mildom、2021年5月11日 - 6月29日）
- 最強新コンビ決定戦 THE ゴールデンコンビ（2024年10月31日、Amazonプライム・ビデオ）- （堂前）[53]

## 作品

### DVD
- 単独ライブ「じごくトニック」(2021年12月8日、 よしもとミュージック)

## 出囃子
- Paradise Lunch「Gun’s&Roses」

## ライブ

### 単独ライブ
2014年
- 10月16日 - 「魚博士」（5upよしもと）

2015年
- 9月17日 - 「まじで俺はモンスター」（道頓堀ZAZA HOUSE）

2016年
- 5月22日 - 「アーチャーの記憶」（道頓堀ZAZA HOUSE）

2017年
- 1月20日 - 「10代の筋肉」（よしもと漫才劇場）
- 7月22日 - 「美しいまち」（よしもと漫才劇場）

2018年
- 3月21日 - 「ピンクタイムトリップ」（よしもと漫才劇場）
- 11月23日 - 「とけるミッドナイト」（よしもと漫才劇場）

2019年
- 7月5日・6日 - 「おはようゴールデン」（よしもと漫才劇場）

2020年
- 3月27日・31日 - 「たゆたうアンノウン」(よしもと漫才劇場/ルミネtheよしもと) - 初の東京単独ライブ。 コロナ禍で中止。
- 11月20日 - 「たゆたうアンノウン」(よしもと漫才劇場)

2021年
- 7月6日 - 「じごくトニック」(なんばグランド花月)-初のNGK単独ライブ
- 7月16日 - 「じごくトニック」（草月ホール）※配信あり

2022年
- 6月10日 - 「まさに全国ツアーふくらまくら」(よしもと漫才劇場/大阪)
- 6月14日 - 「まさに全国ツアーふくらまくら」（よしもと福岡 大和証券/ CONNECT劇場 /大阪)-初の福岡単独ライブ
- 7月4日 - 「まさに全国ツアーふくらまくら」（ルミネtheよしもと/東京)
- 7月13日 - 「まさに全国ツアーふくらまくら」（札幌市教育文化会館小ホール/北海道）-初の北海道単独ライブ
- 7月15日 - 「まさに全国ツアーふくらまくら」(よしもと漫才劇場/※配信あり

2023年
- 8月1日 - 「こぽぽ水中」(COOL JAPAN PARK OSAKA TTホール/大阪)
- 8月2日 - 「こぽぽ水中」(COOL JAPAN PARK OSAKA TTホール/大阪) -昼夜2公演
- 8月10日 - 「こぽぽ水中」(イイノホール/東京) ※配信あり
- 8月11日 - 「こぽぽ水中」(イイノホール/東京) -昼夜2公演

2024年
- 6月8日 - 「あらコズミック」(COOL JAPAN PARK OSAKA TTホール/大阪) -昼夜2公演
- 6月15日 - 「あらコズミック」(東別院ホール/愛知) -昼夜2公演
- 6月21日 - 「あらコズミック」(札幌サンプラザコンサートホール/北海道)
- 6月27日 - 「あらコズミック」(日立システムズホール仙台シアターホール/宮城)
- 7月5日 - 「あらコズミック」(よしもと福岡ダイワファンドラップ劇場/福岡)
- 7月10日 - 「あらコズミック」(よみうり大手町ホール/東京) -昼夜2公演 ※配信あり

### 漫才ツアー
- 9月1日 - 「ロングコートダディの漫才ドリンク配達人」(COOL JAPAN PARK OSAKA WWホール/大阪)
- 9月14日 - 「ロングコートダディの漫才ドリンク配達人」(岡山芸術創造劇場 ハレノワ 大劇場/岡山)
- 9月14日 - 「ロングコートダディの漫才ドリンク配達人」(本多の森 北電ホール/石川)
- 11月7日 - 「ロングコートダディの漫才ドリンク配達人」(有楽町よみうりホール/東京)

### 東京でのゲストを迎えてのイベント
2020年
- 10月9日「ロングコートダディのとんぷう〜ザ・ギース編〜」（紀伊國屋ホール）

2021年
- 2月18日「ロングコートダディのとんぷう〜ゾフィー編〜」 （紀伊國屋サザンシアターTAKASHIMAYA）

2021年
- 8月10日「ロングコートダディのとんぷう〜かが屋編〜」 （紀伊國屋サザンシアターTAKASHIMAYA）

2022年
- 5月8日「ロングコートダディのとんぷう〜ザ・マミィ編〜」 （紀伊國屋サザンシアターTAKASHIMAYA）